# Kiril Pávlov
Kiril Pávlov (en kazajo: Кирилл Павлов; Almá-Atá, URSS, 13 de septiembre de 1986) es un deportista kazajo que compitió en halterofilia. Ganó una medalla de bronce en el Campeonato Mundial de Halterofilia de 2014, en la categoría de 77 kg.

## Palmarés internacional
| Campeonato Mundial | Campeonato Mundial  | Campeonato Mundial | Campeonato Mundial |
| Año                | Lugar               | Medalla            | Categoría          |
| ------------------ | ------------------- | ------------------ | ------------------ |
| 2014               | Almaty (Kazajistán) | Medalla de bronce  | 77 kg              |